# Poste source
Pour les articles homonymes, voir Poste (homonymie).

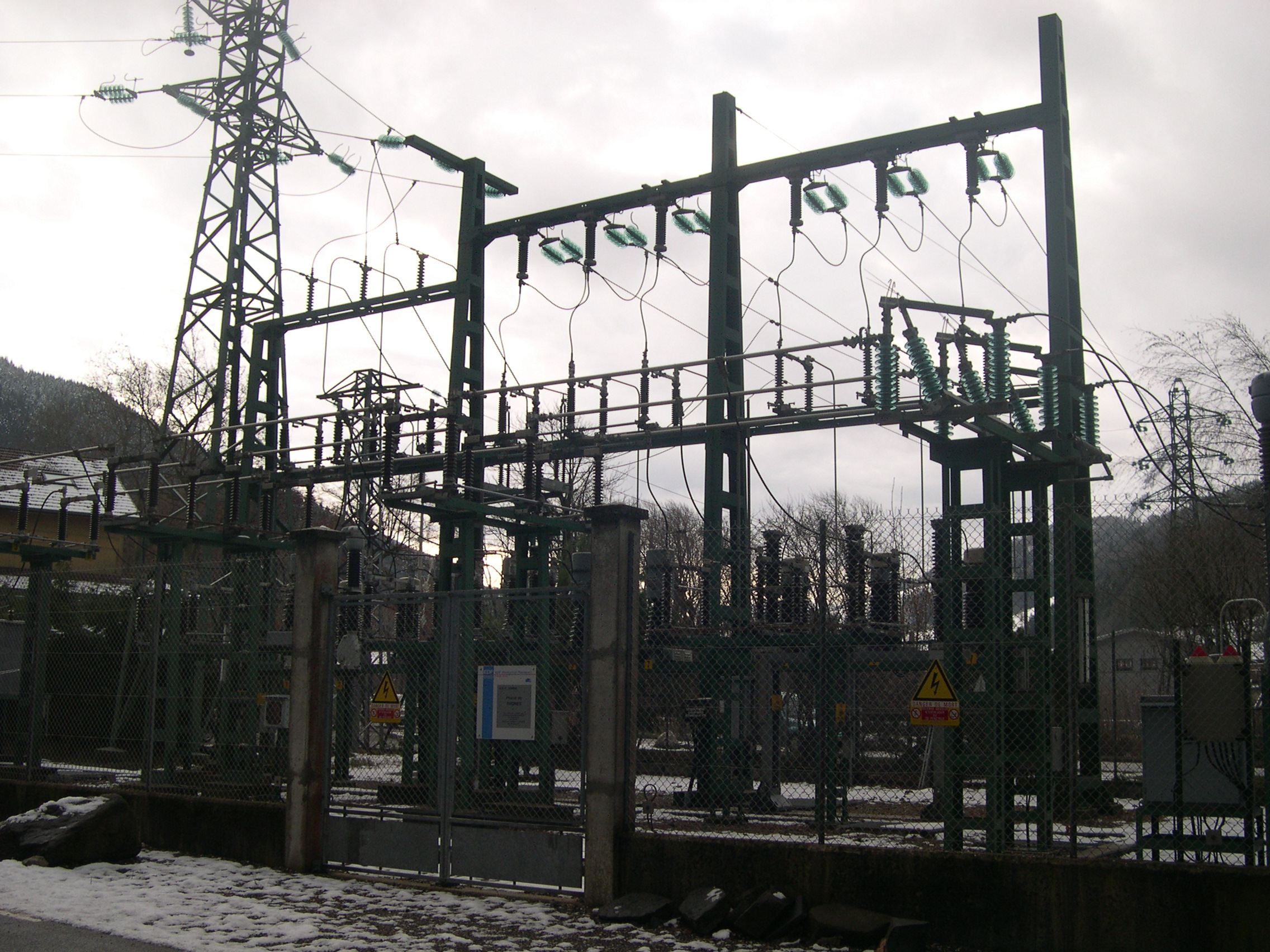
Un des postes sources alimentant la vallée de Thônes en Haute-Savoie.

Le poste source est un poste électrique du réseau de distribution d'électricité.
C'est l'un des derniers éléments entre le client et le réseau électrique. Le terme « poste source » est surtout utilisé en France, par Enedis, filiale d'EDF chargée de la gestion du réseau de distribution électrique en France métropolitaine. Ailleurs on utilisera plutôt le terme poste de transformation HTB/HTA.
Il est destiné à alimenter des abonnés domestiques ou industriels par une succession de lignes et transformateurs qui abaissent la tension jusqu'à la tension de type HTA (typiquement 20 kV en France, mais suivant les pays la tension de distribution peut être entre 5 et 50 kV).

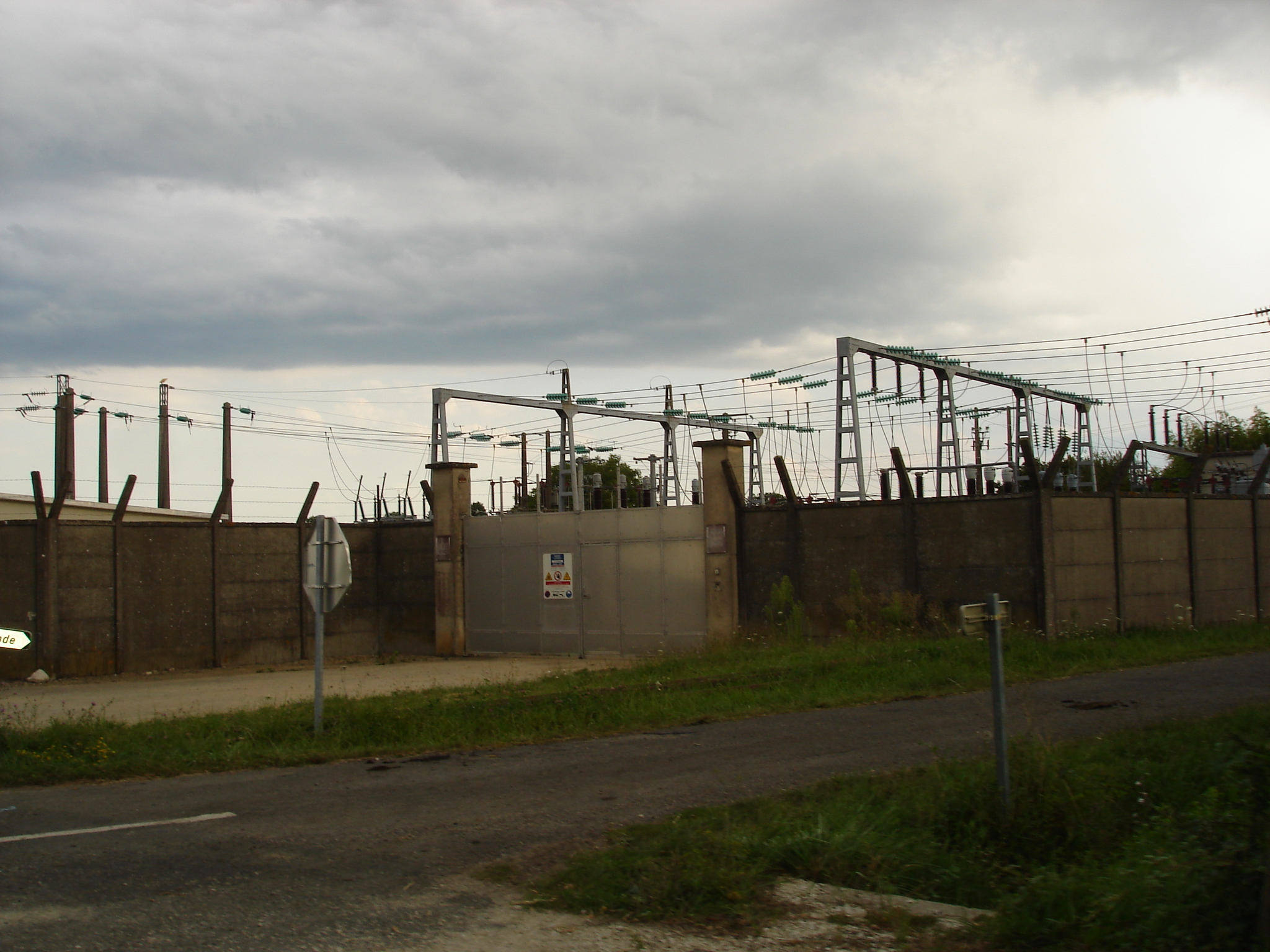
Le poste source La Ferrande, au Blanc (36).

En France, il est majoritairement installé en extérieur sur un terrain de 5 000 à 10 000 m2, sur lequel sont installés les lignes d’arrivées 63, 90, ou 225 kV, les sectionneurs et disjoncteurs de lignes, le ou les jeux de barres HTB, le ou les transformateurs (dont la puissance varie de 10 MVA à 100 MVA) et leurs disjoncteurs, les gradins des condensateurs 20 kV et le bâtiment recevant le ou les tableaux HTA ainsi que le contrôle-commande. En réseau urbain, les postes sources sont intégrés dans des bâtiments à étages, et dans Paris intra-muros, les postes sources sont souterrains.
La structure standard du poste source (dite poste "petit d") est un poste à 2 lignes HTB, 2 transformateurs alimentant chacun 1 jeu de barres HTA couplables entre eux. De cette façon, on peut perdre un transformateur, ou une ligne HTB tout en maintenant la continuité de service. La structure standard n'est cependant pas la configuration minimale, il n'est pas rare dans les zones rurales de croiser des postes à 1 seule ligne et 1 seul transformateur. En réseau urbain dense, on peut avoir des postes sources avec 3, 4, voire 5 transformateurs HTB/HTA et deux niveaux de tension HTB différents.
Dans le cas de nombreuses lignes HTB (à partir de 4), il est généralement installé un deuxième jeu de barres HTB. Les différents transformateurs et lignes peuvent alors être aiguillés sur l'un ou l'autre des jeux de barres et cette configuration offre ainsi des schémas d'exploitation beaucoup plus nombreux.
Généralement, les jeux de barres HTB sont aériens (les barres conductrices sont non isolées, à l'air libre) mais quand il y a des contraintes comme la place réduite ou l'emplacement en milieu urbain, il est possible d'installer les jeux de barres HTB sous enveloppe métallique dans du gaz neutre (SF6), permettant de réduire les distances entre les conducteurs grâce à un champ disruptif très élevé. On peut alors intégrer un poste source en plein milieu d'une ville sans même que les riverains s'en rendent compte.
D'une certaine façon, le poste source peut être vu comme un nœud du réseau HTB (quand il y a présence de plusieurs lignes) sur lequel réseau de distribution d'électricité (réseaux HTA et BT) prend sa source. Il existe aussi souvent une séparation entre 2 entités et 2 réseaux :
- l'entité « transport », incarnée en France par RTE, filiale d'EDF, propriétaire et exploitant des réseaux de transport (400 kV, 225 kV, 90 kV et 63 kV) ;
- l'entité « distribution » incarnée en France par Enedis, elle-aussi filiale d'EDF et, dans une moindre mesure, les ELD, propriétaire des postes sources et chargées de gérer les réseaux de distribution d'électricité HTA (20 kV, 15 kV, 10kV) et BT (400 V, 230 V).

Tout ceci est ce qu'on pourrait appeler la "partie puissance" d'un poste source (les ouvrages). Pour remplir son rôle, le poste source est géré par un système appelé le contrôle-commande.
À chaque ouvrage est associé un contrôle-commande, et tout le système forme un ensemble cohérent qui remplit les missions de :
- protection (détecter et éliminer les défauts sur les réseaux)
- télécommande (conduire le poste à distance)
- relayage (faire circuler l'information dans tout le système)
- automatismes

Le contrôle commande peut être de tout âge, il peut être réalisé à l'aide de composants distincts et du relayage apparent, les échanges entre deux ensembles de contrôle-commande se faisant par des liaisons filaires. Mais il peut être aussi composé d'ensembles compacts et intégrés, basés sur matériel électronique, les échanges se faisant par le biais d'un réseau de télécommunications dédié.